# Bill Curley
William Michael Curley, detto Bill (Boston, 29 maggio 1972), è un ex cestista e allenatore di pallacanestro statunitense, professionista nella NBA.

## Carriera
È stato selezionato dai San Antonio Spurs al primo giro del Draft NBA 1994 (22ª scelta assoluta).

## Palmarès
- McDonald's All-American Game (1990)